# Šarena džamija u Gračanici
Mejdan Džedid (poznata i pod nazivom Šarena džamija), najveća je džamija na području Medžlisa Islamske zajednice Gračanica, koji pripada Tuzlanskom muftiluku. Jedna je od jedanaest džamija koje je Gračanica imala još za vrijeme vladavine Osmanskog Carstva, a koje su postojale sve do pred Drugi svjetski rat. Danas ih je još šest preostalih u samom gradu. Naziv Šarena za ovu džamiju se vjerojatno odomaćio već početkom 20. stoljeća.

## Povijest
Poslije ratnih razaranja u Bosni krajem 17. stoljeća, u kojima je teško stradala i Gračanica, u njoj se događaju krupne urbane promjene. Na velikom slobodnom prostoru poznatom po imenu Mejdan, a koji se protezao duž rijeke Gračanice ili Gračanke (današnja Sokoluša) i koji je služio za održavanje sajmova, trka i drugih aktivnosti, početkom 18. stoljeća razvija se današnja čaršija (s lijeve strane rijeke) i mahala pod nazivom Mejdan mahala, nešto niže od čaršije (s obje strane rijeke Gračanice). U prvoj polovini 18. stoljeća, tu je izgrađena i džamija koja po njoj dobiva naziv Mejdan džamija.
Džamija se prvi put spominje u povijesnim dokumentima iz druge polovine 18. stoljeća. Riječ je o vakufskim evidencijama iz 1763.-76. godine o postavljanju vjerskih službenika, a u kojima se spominje džamija u mahali Mejdan u Gračanici. Po predanju, ta se džamija nalazila naspram današnje džamije s lijeve strane rijeke, na mjestu gdje se tokom 19. stoljeća razvila gračanička Donja čaršija. Prvobitna zgrada Mejdan džamije nalazila se uz samu rijeku Gračanicu, koja se zbog velike poplave srušila. Događaj se spominje u sidžilu gračaničkog kadije s kraja 18. stoljeća u kojem se spominje Džedid džamija. Naziv Džedid (nova) džamija ukazuje da je neposredno prije njenog spomena nova zgrada džamije izgrađena umjesto prethodne.
Zbog opasnosti od poplava, nova zgrada džamije je napravljena na desnoj, zapadnoj strani rijeke Gračanice, na nešto višem terenu. Nova džamija je nazvana Novi mejdan ili Mejdan džedid džamija. Džamije je vjerojatno napravljena krajem 18. stoljeća, a bila je uobičajenog mahalskog tipa, tradicionalne narodne bosanske arhitekture, izgrađena uglavnom od drveta, s četvoroslivnim krovom, prekrivenim crijepom. Drveni minaret bio je sa zapadne strane. Na ulazu je imala verandu od drvenih greda s manjim ukrasima od drveta. I mimber je također bio drveni, s manjim ukrasima. Zgrada je od 18. vijeka u više navrata bila popravljana. Kada je austrougarska vlast gradila uskotračnu željezničku prugu Karanovac - Gračanica - Sklop 1895-98. godine, za prolazak pruge kotarske vlasti su 19. travnja 1898. godine od džamijskog harema oduzele 237 m2 zemljišta. Pruga je izgrađena na nasipu duž desne obale rijeke Gračanice, a između nje i zgrade džamije je probijen uski kolski put, jer je istočni kut džamije smetao.
Vlasti gračaničkog kotara nudile su financiranje premještanja i izgradnju nove džamije dalje od puta, ali tadašnja gračanička ulema, tvrdeći da je džamija svetinja, to nije prihvaćala. Po predanju jedna varnica iz lokomotive od "Ćire" pala je na zgradu džamije i zapalila je. Zbog ometanja prometa džamija je ipak srušena 1932. godine i ubrzo je započela izgradnja nove džamije, 20-ak metara zapadnije od stare i dalje od puta i pruge. 
Novu džamiju je pravio majstor Ibro Šuša, a poslovima izgradnje rukovodio je građevinski odbor na čelu s Rifatagom Mehinagićem. 
Objekt je završen tijekom 1933. godine, ulazna vrata, neka drvena građa i mimber su preneseni sa stare i ugrađeni u novu džamiju. Svečano proklanjavanje nove džamije bilo je 5. studenog 1933. godine uz prisustvo naroda, uglednih Gračaničana i gostiju. Bio je prisutan i tuzlanski muftija Šefket ef. Kurt.

## Gradnja nove džamije
Zbog naraslih potreba i nefunkcionalnosti postojeće zgrade, Šarena džamija je srušena u siječnju 1990. godine, a otpočela je izgradnja veće i višefunkcionalne građevine. Za potrebe nove zgrade izvršeni su veliki zemljani radovi. U proljeće te godine otkriven je sloj oko džamije debeo približno jedan metar, a u gornjem, zapadnom dijelu groblja, na dubini od 80 cm iznad zdravice, uočeni su i tragovi paljenja kreča i više komada keramike crne boje, s uočljivim zrncima kvarcnog pijeska. U temeljima srušene džamije je bilo i 20-ak tesanih kamenova, uglavnom od pješčenjaka, a manje od sedre, karakterističnog lučnog oblika unutrašnjih i vanjskih ploha (u nekih su između njih bile probušene rupe). Na jednom ovećem kamenu je bilo nekoliko usjeka u obliku luka sličnih urezima u luku iznad starih kamenih vrata ili prozora. Izgled kamenova upućuje da su potjecali iz neke građevine kružnog ili lučnog oblika. U temelje stare zgrade džamije ugrađeni su 1932-33. godine i sigurno potiču iz neke starije i značajne građevine. Ovo zadnje rušenje i građenje Mejdan džedid džamije je četvrto ili peto u njenoj višestoljetnoj povijesti. Prva izgradnja je možda bila u 16. stoljeća, druga u prvoj polovini 18. stoljeća, treća negdje između sedmog i zadnjeg desetljeća 18. stoljeća, četvrta 1932. i 1933. godine, a peta (zadnja) 1990. godine. Poslovima rušenja stare i izgradnjom nove džamije rukovodio je Građevinski odbor od 30-ak članova, osnovan u studenom 1989. godine. 
Izgradnja ovog islamskog vjersko-kulturnog objekta započela je u proljeće 1990. godine. Na velikom prostoru u dva nivoa u njemu su zastupljeni sljedeći sadržaji: džamija, mekteb, abdesthana, restoran, divanhana, biblioteka, prodavaonica, gasulhana, mesnica itd. Površina prostora za namaz je 205,74 m2, a u njegovom suterenu je ista takva površina za druge potrebe. Do vrha kupole je 17,65 m, a unutrašnji promjer je 11,35 m. 
Najveći dio grubih građevinskih radova je urađen do početka rata 1992. godine. Urađena je i kupola kao i najveći dio munare koja će biti visoka 36 metara. Tokom rata tu je bila gasulhana (jedina u gradu). Suteren prostora za namaz služio je kao istureni punkt osnovne škole i kao džamija. Tokom rata zgrada je pretrpjela nekoliko pogodaka granatama.